# Jacksonville Jaguars 2012
La stagione 2013 dei Jacksonville Jaguars è stata la 18ª della franchigia nella National Football League, la prima con come capo-allenatore Mike Mularkey. Il record di 2-14 fu il peggiore della sua storia.

## Scelte nel Draft 2012
| Giro | Scelta | Giocatore        | Ruolo | College        |
| ---- | ------ | ---------------- | ----- | -------------- |
| 1    | 5      | Justin Blackmon  | WR    | Oklahoma State |
| 2    | 38     | Andre Branch     | DE    | Clemson        |
| 3    | 70     | Bryan Anger      | P     | California     |
| 5    | 142    | Brandon Marshall | LB    | Nevada         |
| 6    | 176    | Mike Harris      | CB    | Florida State  |
| 7    | 228    | Jeris Pendleton  | DT    | Ashland        |

## Staff
| Staff dei Jacksonville Jaguars nel 2012 |
| --- |
| Organi dirigenziali - Chairman/CEO: Shad Khan - Presidente: Mark Lamping - Vice presidente senior: Paul Vance - General manager: Gene Smith Capo allenatore - Mike Mularkey Altri allenatori - Assistente del capo allenatore/Quarterback: Greg Olson - Assistente del capo allenatore/Assistente dell'attacco: Charlie Skalaski - Sviluppo della forza e della condizione: Tom Myslinski - Assistente dello sviluppo della forza e della condizione: Craig Aukerman e John Hingst - Assistente della forza: Patrick Mularkey e Cedric Scott Allenatori dell'attacco - Coordinatore dell'attacco: Bob Bratkowski - Running Back: Sylvester Croom - Wide Receiver: Jerry Sullivan - Tight End: Bobby Johnson - Offensive Line: Andy Heck - Assistente Offensive Line: Ron Prince Allenatori della difesa - Coordinatore della difesa/Assistente del capo allenatore: Mel Tucker - Assistente della difesa: Brandon Blaney - Defensive Line: Joe Cullen - Assistente Defensive Line: Paul Spicer - Linebacker: Mark Duffner - Secondary: Tony Oden - Assistente Secondary: Marlon McCree Allenatori dello special team - Coordinatore dello Special Team: John Bonamego |

## Roster
| Roster dei Jacksonville Jaguars |
| --- |
| Quarterback - 11 Blaine Gabbert - 7 Chad Henne Running Back - 23 Rashad Jennings - 33 Greg Jones FB - 24 Montell Owens - 34 Jalen Parmele - 43 Keith Toston Wide Receiver - 14 Justin Blackmon - 87 Kevin Elliott - 81 Laurent Robinson - 18 Brian Robiskie - 84 Cecil Shorts - 80 Mike Thomas RS Tight End - 83 Colin Cloherty - 89 Marcedes Lewis - 88 Zach Petter Offensive Linemen - 66 Josh Beekman G/C - 78 Cameron Bradfield T - 60 Mike Brewster C - 73 Eben Britton T - 62 John Estes C - 63 Brad Meester C - 75 Eugene Monroe T - 77 Uche Nwaneri G/C - 68 Guy Whimper T Defensive Linemen - 93 Tyson Alualu DT - -- Jason Babin DE - 90 Andre Branch - 96 Terrance Knighton DT - 92 Austen Lane DE - 94 Jeremy Mincey DE - 58 Aaron Morgan DE - 99 C.J. Mosley DT - 98 Jeris Pendleton DT - 91 George Selvie DE - 95 D'Anthony Smith DT Linebacker - 50 Russell Allen OLB - 53 Brandon Marshall - -- Aaron Morgan OLB - 51 Paul Posluszny MLB - 52 Daryl Smith OLB - 57 Julian Stanford OLB Defensive Back - 38 Antwon Blake CB - 21 Derek Cox CB - 20 Mike Harris CB - 26 Dawan Landry FS - 25 Dwight Lowery FS - 27 Rashean Mathis CB - 29 William Middleton CB - 42 Chris Prosinski FS - 31 Aaron Ross CB - 22 Kevin Rutland CB Special Team - 19 Bryan Anger P - 48 Jeremy Cain LS - 10 Josh Scobee K Lista delle riserve - 44 Brock Bolen FB (IR) - 47 Brett Brackett TE (IR) - 97 John Chick DE (PUP) - -- Reggie Corner CB (IR) - 62 John Estes G/C (IR) - 32 Maurice Jones-Drew RB - 86 Zach Miller TE (IR) - 64 Drew Nowak G (IR) - 15 Taylor Price WR (IR) - 65 Will Rackley OG (IR) - 69 Odrick Ray DE/DT (IR) - 55 Clint Session OLB (PUP) - 67 Jason Spitz G/C (IR) - 85 Matt Veldman TE (IR) Squadra di allenamento - 76 Daniel Baldridge OT - 12 Mike Brown WR - 49 Ryan Davis DE - 37 Antonio Dennard CB - 61 D.J. Hall G - 54 Joshua Jones MLB - 45 Will Taʻufoʻou FB - 4 John Parker Wilson QB Roster aggiornato al 9 settembre 2012 53 attivi, 14 inattivi, 8 nella squadra di allenamento, 0 free agent |
| Legenda - I rookie sono in corsivo. - Il primo ruolo è il principale mentre gli eventuali successivi indicano i ruoli secondari. - (IR) sta per Injured Reserve ed indica la lista ristretta per un solo giocatore infortunato che può tornare ad allenarsi dopo la settimana 6 e a rientrare in prima squadra dopo che questa ha giocato 8 partite. - (NF-Inj.) / (NF-Ill.) stanno rispettivamente per Non-Football Injured e Non-Football Illness ed indicano le liste dove viene inserito un giocatore che ha un infortunio o una malattia non dipendente dal football americano. - (PUP) sta per Physically Unable to Perform ed indica la lista dove viene inserito un giocatore mentre è in attesa di recuperare la condizione fisica. Nella stagione regolare dopo la sesta partita giocata dalla propria squadra, il giocatore ha tempo tre settimane per riprendere ad allenarsi, più tre settimane aggiuntive dal suo rientro agli allenamenti per rientrare in prima squadra. |

## Calendario

### Stagione regolare

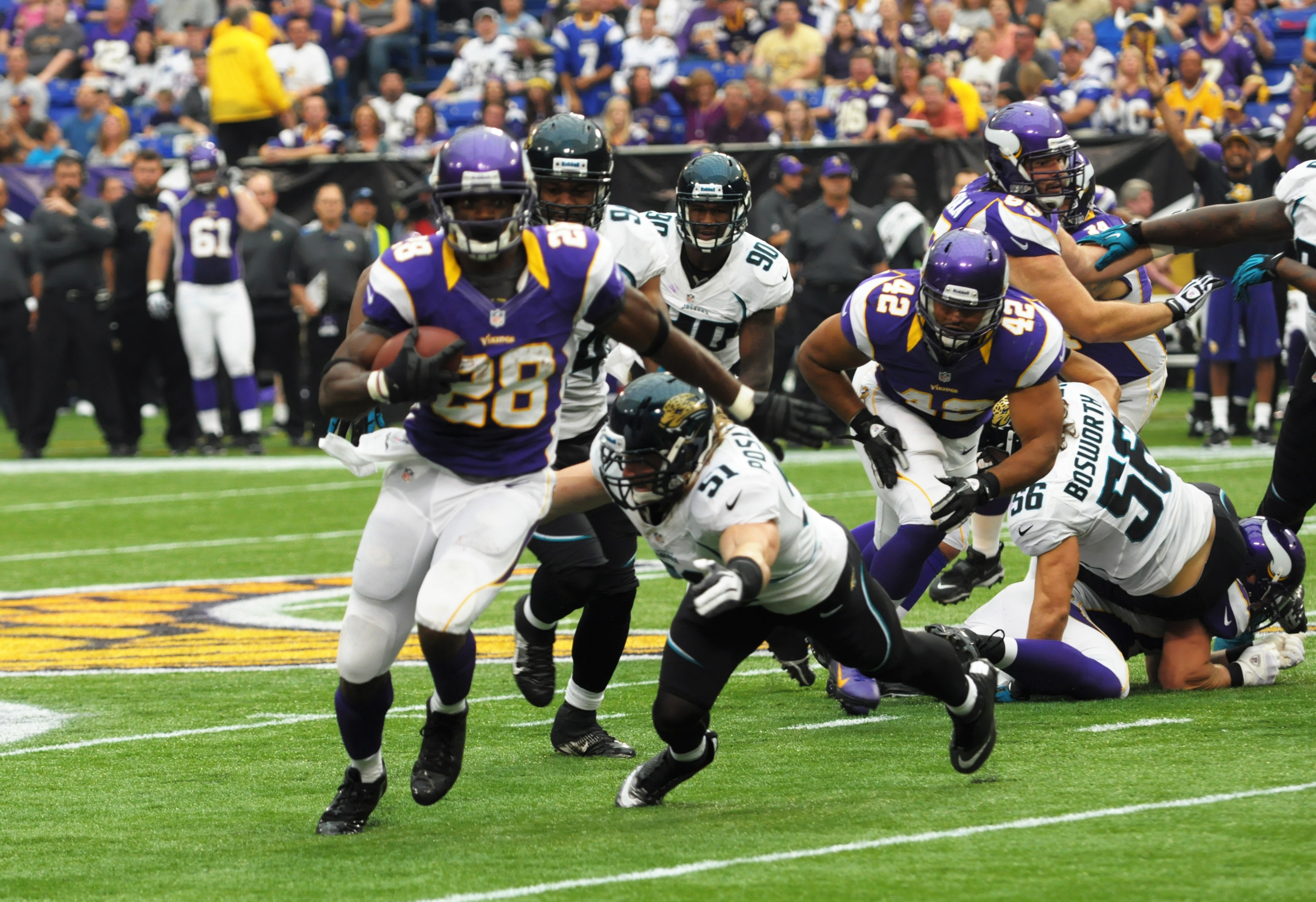
La partita della settimana 1 contro i Minnesota Vikings.

| Stagione regolare |                    |                    |                       |                    |                    |                       |                    |                    |
| Turno             | Data               | Ora (ET)           | Avversario            | Risultato          | Risultato          | Stadio                | TV                 | Sintesi            |
| Turno             | Data               | Ora (ET)           | Avversario            | Punteggio          | Record             | Stadio                | TV                 | Sintesi            |
| 1                 | 9/9                | 1:00 p.m.          | at Minnesota Vikings  | S 23–26 DTS        | 0–1                | Mall of America Field | CBS                | Recap              |
| 2                 | 16/9               | 1:00 p.m.          | Houston Texans        | S 7–27             | 0–2                | EverBank Field        | CBS                | Recap              |
| 3                 | 23/9               | 1:00 p.m.          | at Indianapolis Colts | V 22–17            | 1–2                | Lucas Oil Stadium     | CBS                | Recap              |
| 4                 | 30/9               | 4:05 p.m.          | Cincinnati Bengals    | S 10–27            | 1–3                | EverBank Field        | CBS                | Recap              |
| 5                 | 7/10               | 4:05 p.m.          | Chicago Bears         | S 3–41             | 1–4                | EverBank Field        | Fox                | Recap              |
| 6                 | Settimana di pausa | Settimana di pausa | Settimana di pausa    | Settimana di pausa | Settimana di pausa | Settimana di pausa    | Settimana di pausa | Settimana di pausa |
| 7                 | 21/10              | 4:25 p.m.          | at Oakland Raiders    | S 23–26 DTS        | 1–5                | O.Co Coliseum         | CBS                | Recap              |
| 8                 | 28/10              | 1:00 p.m.          | at Green Bay Packers  | S 15–24            | 1–6                | Lambeau Field         | CBS                | Recap              |
| 9                 | 4/11               | 1:00 p.m.          | Detroit Lions         | S 14–31            | 1–7                | EverBank Field        | Fox                | Recap              |
| 10                | 8/11               | 8:20 p.m.          | Indianapolis Colts    | L 10–27            | 1–8                | EverBank Field        | NFLN               | Recap              |
| 11                | 18/11              | 1:00 p.m.          | at Houston Texans     | S 37–43 DTS        | 1–9                | Reliant Stadium       | CBS                | Recap              |
| 12                | 25/11              | 1:00 p.m.          | Tennessee Titans      | V 24–19            | 2–9                | EverBank Field        | CBS                | Recap              |
| 13                | 2/12               | 1:00 p.m.          | at Buffalo Bills      | S 18–34            | 2–10               | Ralph Wilson Stadium  | CBS                | Recap              |
| 14                | 9/12               | 1:00 p.m.          | New York Jets         | S 10–17            | 2–11               | EverBank Field        | CBS                | Recap              |
| 15                | 16/12              | 1:00 p.m.          | at Miami Dolphins     | S 3–24             | 2–12               | Sun Life Stadium      | CBS                | Recap              |
| 16                | 23/12              | 1:00 p.m.          | New England Patriots  | S 16–23            | 2–13               | EverBank Field        | CBS                | Recap              |
| 17                | 30/12              | 1:00 p.m.          | at Tennessee Titans   | S 20–38            | 2–14               | LP Field              | CBS                | Recap              |

LEGENDA
Gli avversari della propria division sono in grassetto.